# MOS Technology TED

Wyprowadzenia układu TED

MOS Technology TED (ang. Text Editing Device) – wielozadaniowy układ scalony firmy MOS Technology, instalowany w komputerach domowych Commodore Plus/4 i 16. Jego dokładne oznaczenie to MOS 7360.
Układ znajdował się w standardowej, 48-pinowej obudowie DIP. Do jego zadań należały:
- Obsługa wideo
- Obsługa klawiatury
- Generowanie dźwięku
- Odświeżanie pamięci DRAM
- Realizowanie funkcji programowalnego timera (PIT)

Udostępniał on tryb tekstowy oraz 2 tryby graficzne. Pierwszy z nich, tzw. hi-res oferował rozdzielczość 320×200 px natomiast drugi tzw. multi-color dawał do dyspozycji rozdzielczość 160×200 px. Możliwości graficzne TEDa w dużm stopniu pokrywały się z możliwościami VIC-II, jednak brak obsługi obiektów sprite stanowiło spore ograniczenie, szczególnie w projektowaniu gier.
Układ dysponował prostym, 2-kanałowym generatorem tonów. Pierwszy z kanałów generował przebieg prostokątny, zaś drugi, poza takim samym kształtem fali, oferował również szum biały. Ograniczone możliwości brzmieniowe (w stosunku do układu SID) wiązały się z przeznaczeniem dla aplikacji biurowych.
Do pozostałych możliwości TEDa należy obsługa urządzeń wejścia-wyjścia, takich jak klawiatura i dżojstik oraz możliwość przełączania banków pamięci (stronicowanie). Ta ostatnia cecha wykorzystywana była przez system operacyjny do maksymalizacji rozmiaru pamięci dostępnej dla języka BASIC. Wadą układu była tendencja do samoniszczenia poprzez przegrzewanie się. By temu zapobiec zalecane było stosowanie wentylatora.

## Paleta kolorów
Cechą wyróżniającą ten układ była możliwość regulacji luminancji. 15 z 16 kolorów (wyjątek stanowił czarny) posiadało 8 wartości luminacji, co dawało łączną liczbę 121 możliwych do uzyskania barw.
| barwa / luminacja      | 0    | 1    | 2    | 3    | 4    | 5    | 6    | 7    |
| 1 – czarny             | 1,0  | 1,1  | 1,2  | 1,3  | 1,4  | 1,5  | 1,6  | 1,7  |
| 2 – biały              | 2,0  | 2,1  | 2,2  | 2,3  | 2,4  | 2,5  | 2,6  | 2,7  |
| 3 – czerwony           | 3,0  | 3,1  | 3,2  | 3,3  | 3,4  | 3,5  | 3,6  | 3,7  |
| 4 – cyjan              | 4,0  | 4,1  | 4,2  | 4,3  | 4,4  | 4,5  | 4,6  | 4,7  |
| 5 – purpurowy          | 5,0  | 5,1  | 5,2  | 5,3  | 5,4  | 5,5  | 5,6  | 5,7  |
| 6 – zielony            | 6,0  | 6,1  | 6,2  | 6,3  | 6,4  | 6,5  | 6,6  | 6,7  |
| 7 – niebieski          | 7,0  | 7,1  | 7,2  | 7,3  | 7,4  | 7,5  | 7,6  | 7,7  |
| 8 – żółty              | 8,0  | 8,1  | 8,2  | 8,3  | 8,4  | 8,5  | 8,6  | 8,7  |
| 9 – pomarańczowy       | 9,0  | 9,1  | 9,2  | 9,3  | 9,4  | 9,5  | 9,6  | 9,7  |
| 10 – brązowy           | 10,0 | 10,1 | 10,2 | 10,3 | 10,4 | 10,5 | 10,6 | 10,7 |
| 11 – żółto-zielony     | 11,0 | 11,1 | 11,2 | 11,3 | 11,4 | 11,5 | 11,6 | 11,7 |
| 12 – różowy            | 12,0 | 12,1 | 12,2 | 12,3 | 12,4 | 12,5 | 12,6 | 12,7 |
| 13 – niebiesko-zielony | 13,0 | 13,1 | 13,2 | 13,3 | 13,4 | 13,5 | 13,6 | 13,7 |
| 14 – jasnoniebieski    | 14,0 | 14,1 | 14,2 | 14,3 | 14,4 | 14,5 | 14,6 | 14,7 |
| 15 – ciemnoniebieski   | 15,0 | 15,1 | 15,2 | 15,3 | 15,4 | 15,5 | 15,6 | 15,7 |
| 16 – jasnozielony      | 16,0 | 16,1 | 16,2 | 16,3 | 16,4 | 16,5 | 16,6 | 16,7 |

## Dane techniczne
- Paleta 121 kolorów
- Tryb tekstowy: 40x25 znaków
- Matryca znaku: 8×8 px
- Maksymalna rozdzielczość: 320×200 px
- 2-kanałowy generator dźwięku